# Méménil
Méménil é uma comuna francesa na região administrativa do Grande Leste, no departamento de Vosges. Estende-se por uma área de 9.15 km². Em 2010 a comuna tinha 157 habitantes (densidade: 17,2 hab./km²).